# Domènec Rovira el Joven

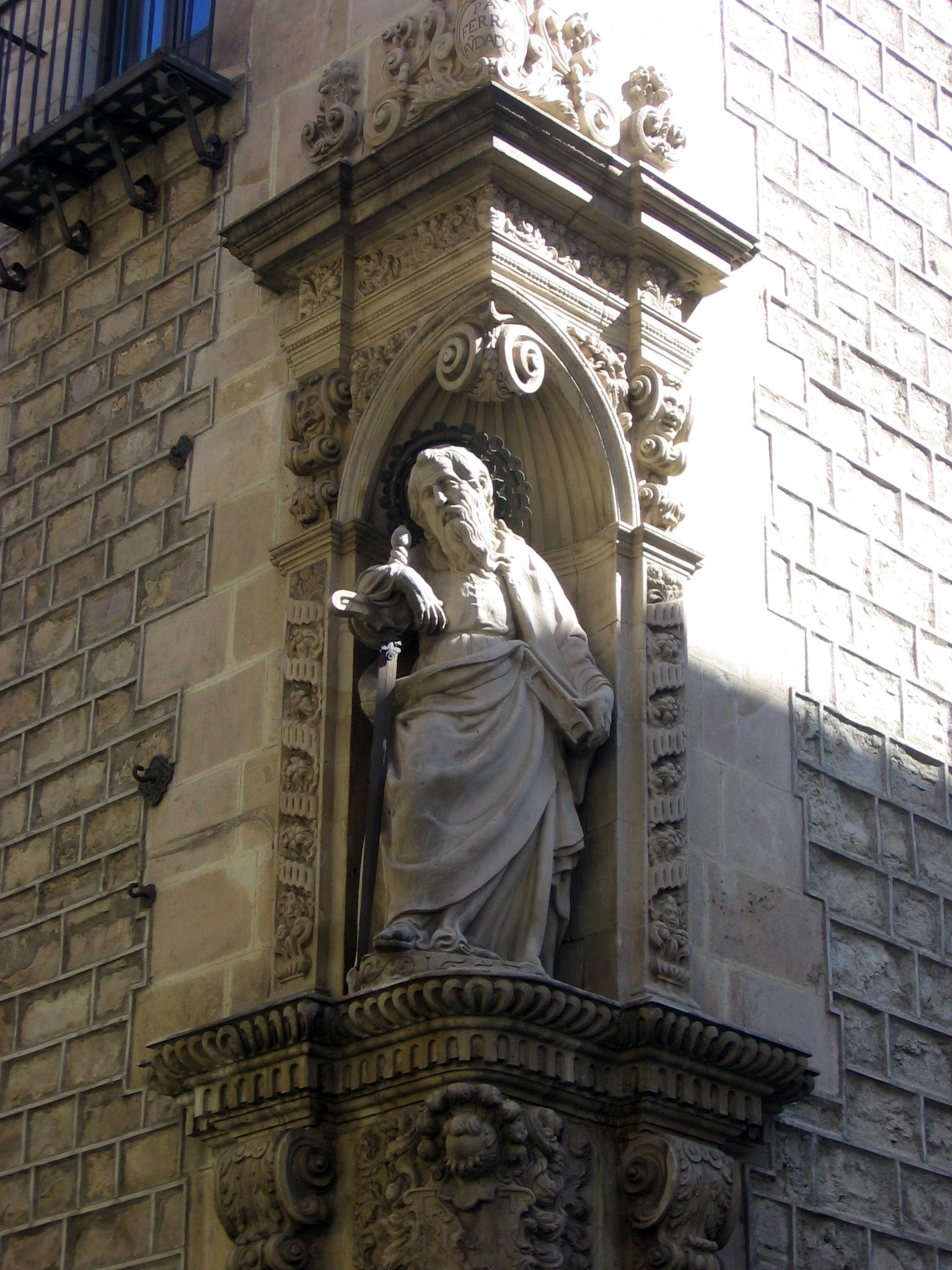
San Pablo (1668), Hospital de la Santa Cruz.

Domènec Rovira el Joven (San Felíu de Guixols, ? - 1689) fue un escultor español del siglo XVII.
Llamado Domènec Rovira el Joven, para poder diferenciarlo de Domènec Rovira del cual era sobrino.
Sus trabajos tuvieron lugar en la zona de Cataluña, primero al lado de su tío, con quien realizó el retablo para el altar mayor de la iglesia de Arbós, en el año 1668. Colaboró con el escultor Francesc Grau, en 1678, efectuando la parte arquitectónica del sepulcro del obispo San Olegario para la Catedral de Barcelona, también juntos se encargaron de la realización del retablo de la Concepción para la catedral de Tarragona.
Suya es una imagen de San Pablo, colocada dentro de una hornacina, en la fachada de la Casa de la Convalecencia de Barcelona en el año 1668.
Por el duque de Cardona recibe el encargo en 1669 para realizar las imágenes de San Bernardo, San Benito y la Asunción de la fachada del monasterio de Poblet.